# 青脚滨鹬

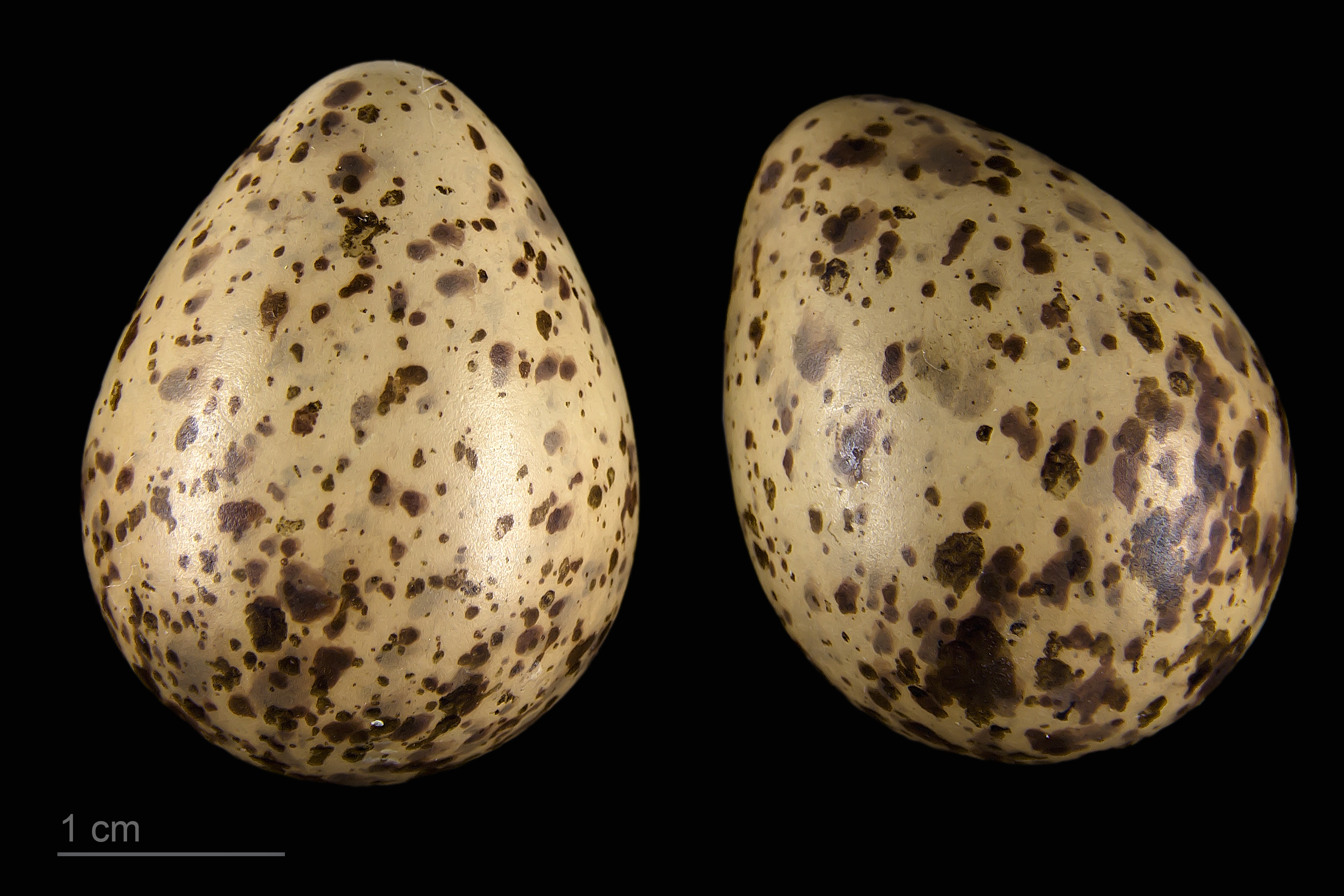
卵 Calidris temminckii

青脚滨鹬（学名：Calidris temminckii）又名青腳濱鷸，为鹬科滨鹬属的鸟类。在中国大陆，分布于各地。该物种的模式产地在德国。

## 分類
這種鳥的常見名稱和拉丁學名是為了紀念荷蘭自然學家康拉德·雅各·特明克。 其屬名來自古希臘語的kalidris或skalidris，這是亞里士多德用來描述一些灰色水邊鳥類的術語。
丹氏濱鷸是非歐亞遷移性水鳥協定（AEWA）公約適用的物種之一。

## 描述
這些鳥是非常小的涉禽，體長為13.5—15 cm（5.3—5.9英寸）。它們的大小與小濱鷸（Calidris minuta）相似，但腿較短，翼較長。丹氏濱鷸的腿為黃色，外側尾羽為白色，這與小濱鷸的深色腿和灰色外側尾羽形成對比。
這是一種相對單調的涉禽，主要為棕色的上半身和頭部，下半身為白色，除了較深的胸部之外。繁殖期的成鳥有一些較亮的紅棕色背部羽毛，減少了其一般不顯眼的外觀。在冬季羽毛中，丹氏濱鷸的整體外觀讓人想起磯鷸的迷你版本。
其叫聲是一種響亮的顫音。

## 繁殖
這種濱鷸的繁殖棲地是北極北部歐洲和亞洲的泰加林中的沼澤地。它會在南斯堪的納維亞和偶爾在蘇格蘭繁殖。它有一種獨特的懸停展示飛行。它在地面上挖一個淺窩築巢，每窩產3到4顆蛋。丹氏濱鷸是強烈的遷徙物種，在熱帶非洲、印度次大陸和部分東南亞的淡水地區過冬。
丹氏濱鷸具有一種有趣的繁殖和育兒系統，雄性和雌性父母分別在不同地點孵化不同的卵。雄性會建立小領地，並與一隻雌性交配，雌性會在該領地產下第一窩蛋。隨後，她會移動到第二個領地並與另一個雄性交配，並自行孵化第二窩蛋。同時，她的第一個雄性伴侶可能會與另一隻新來的雌性交配，後者會在他的領地產下她的第二窩蛋。此後，雄性會單獨孵化第一個雌性伴侶的第一窩蛋。
曾經在荷蘭報導過一個這個物種與小濱鷸之間的雜交個體。

## 覓食
這些鳥類在有植被的軟泥中覓食，主要依靠視覺尋找食物。它們具有獨特的鼠類覓食行為，沿著水池邊緣穩步地爬行。它們主要以昆蟲和其他小型無脊椎動物為食。與其他濱鷸屬（Calidris）涉禽相比，它們不太喜歡群居，並且很少形成大型群體。

## Gallery

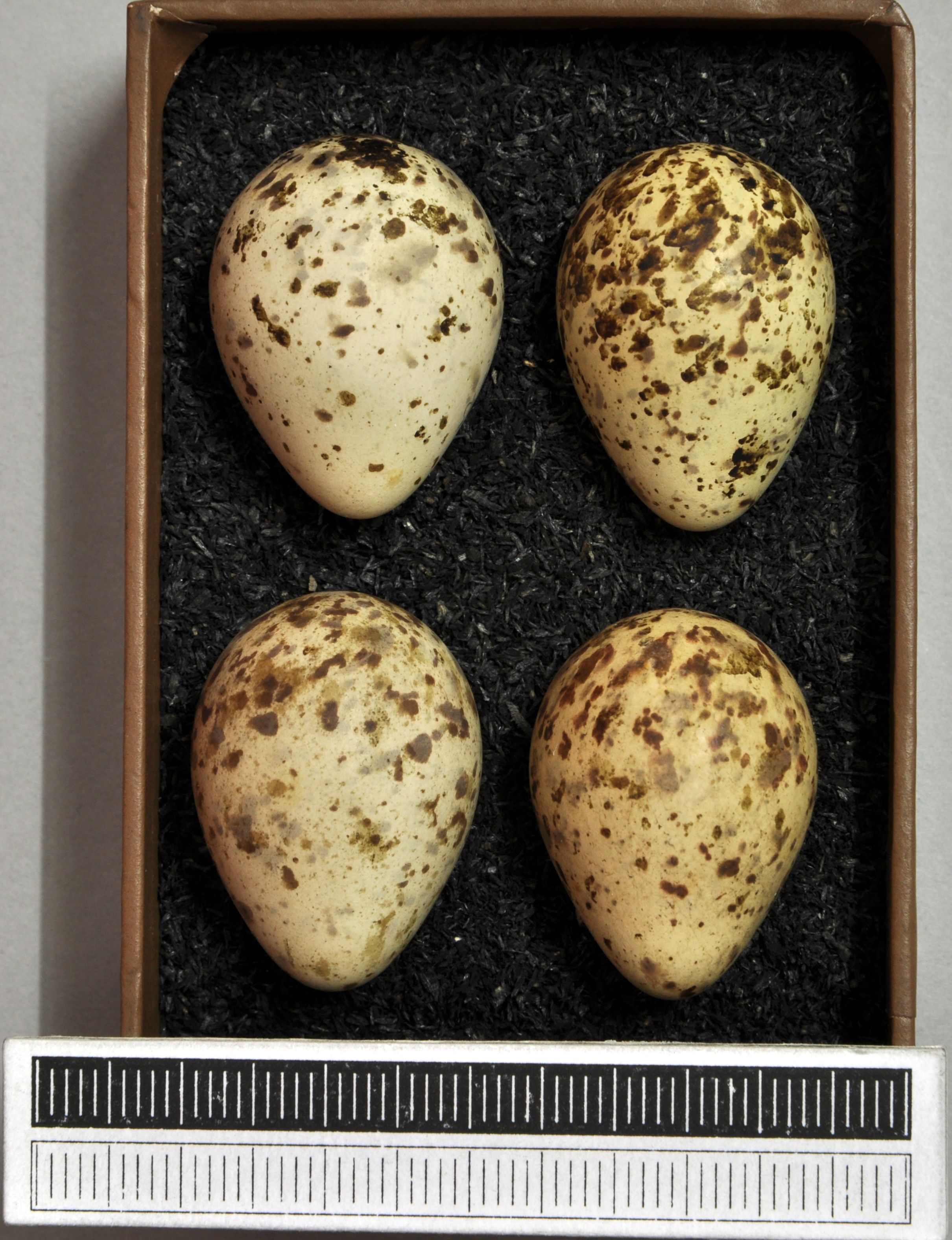
蛋, 收藏於威斯巴登博物館

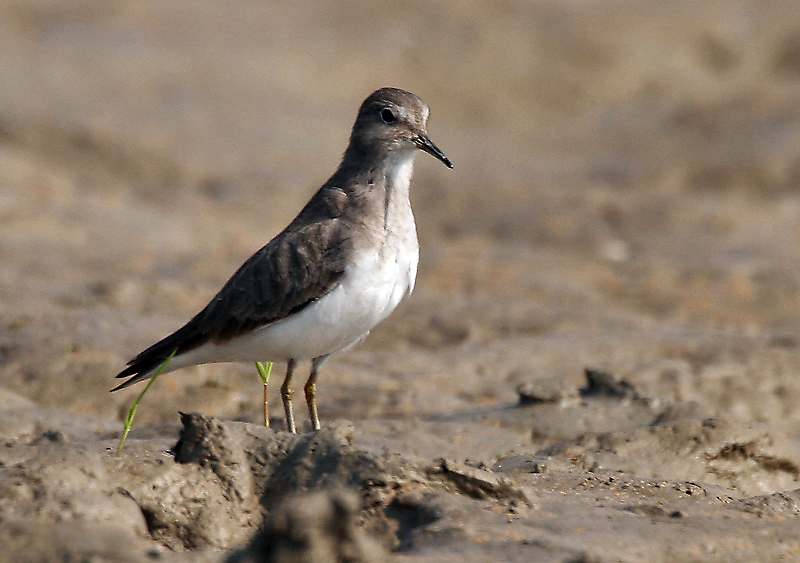
非繁殖羽在 普巴斯塔利 巴爾達曼區 西孟加拉邦，印度.
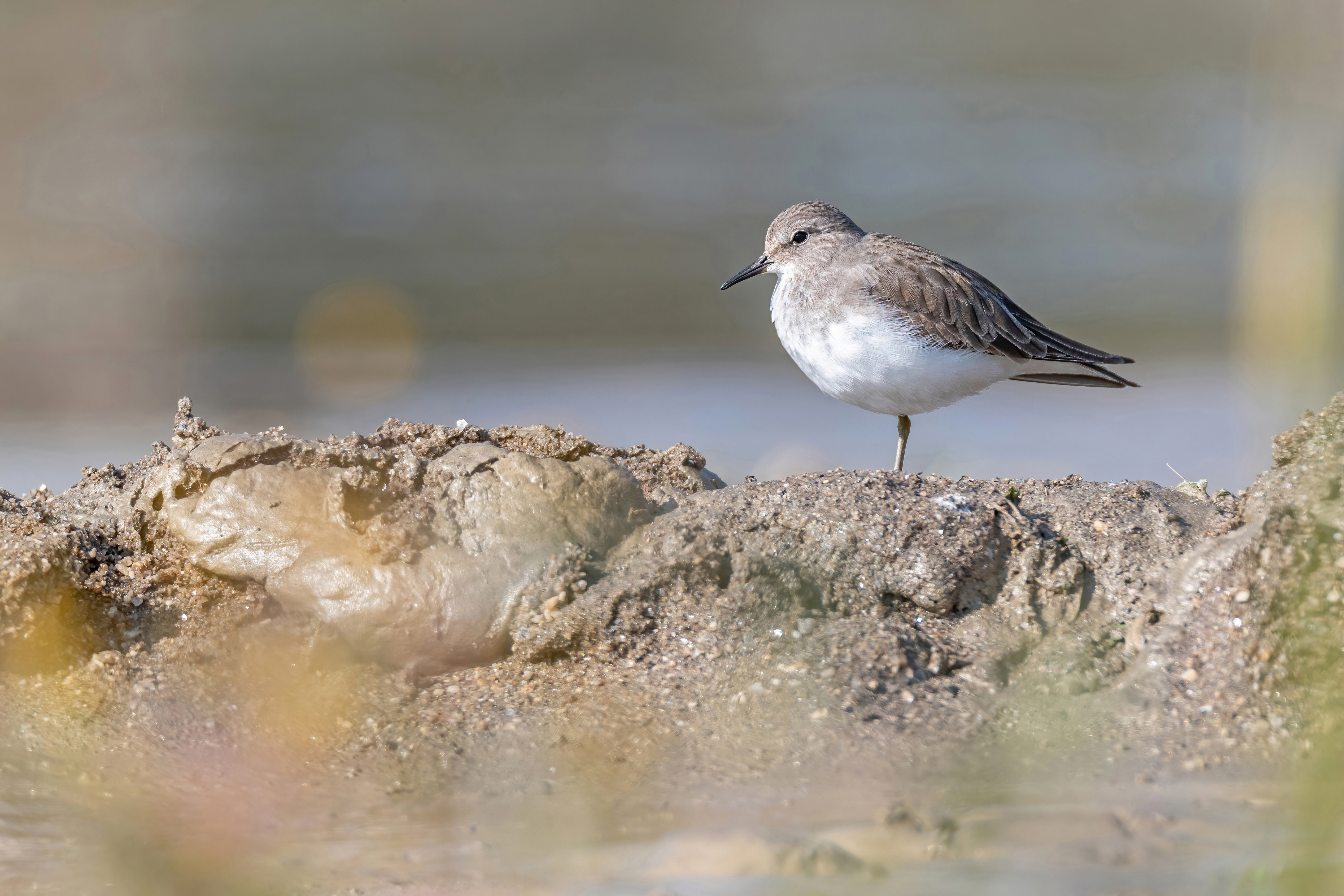
馬諾哈拉河，加德滿都, 尼泊爾
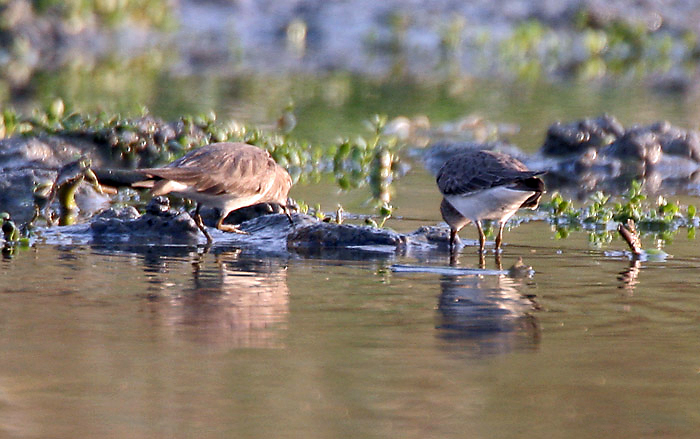
在繁殖羽和非繁殖羽之間 靠近霍達爾在法里達巴德區 ,哈里亞納邦，印度。
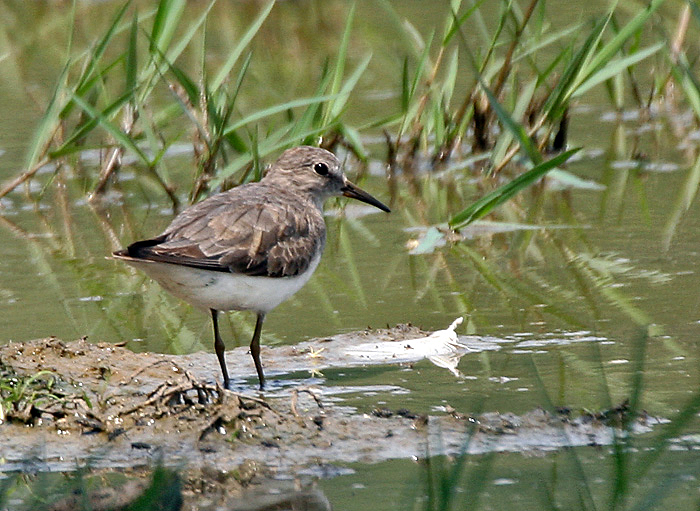
繁殖羽 在凱奧拉德奧國家公園，拉賈斯坦邦, 印度。
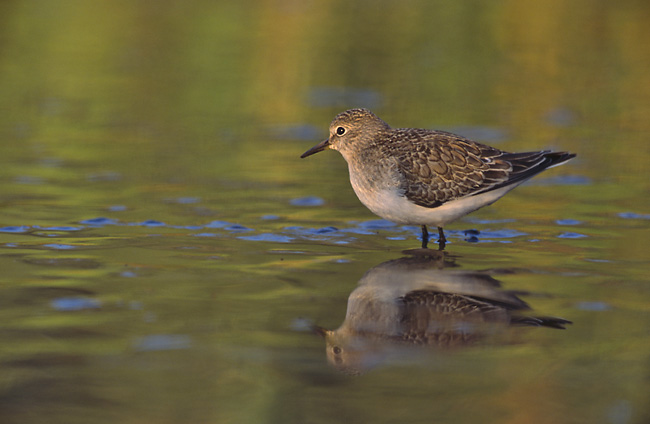
丹氏濱鷸
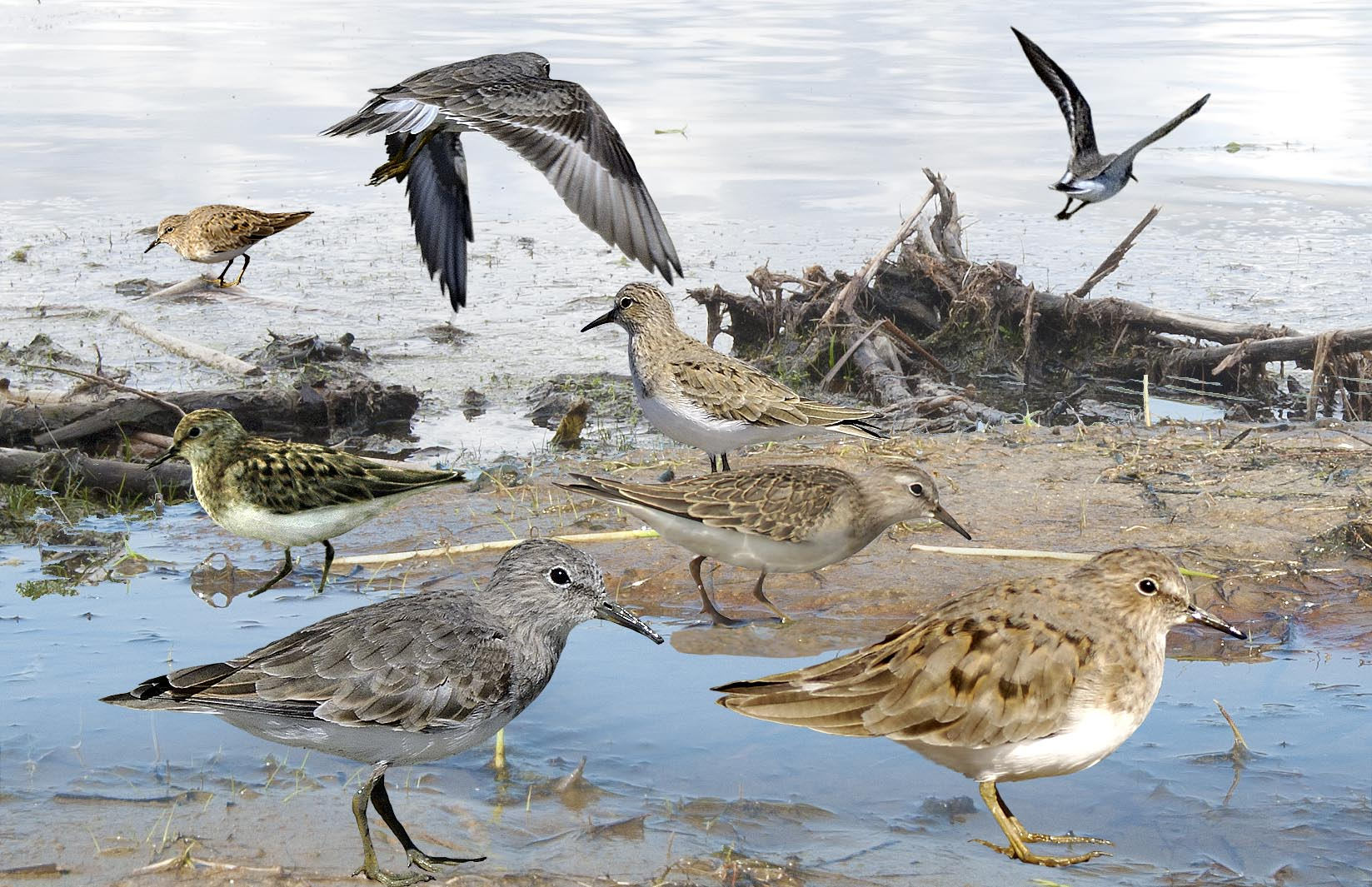
ID composite
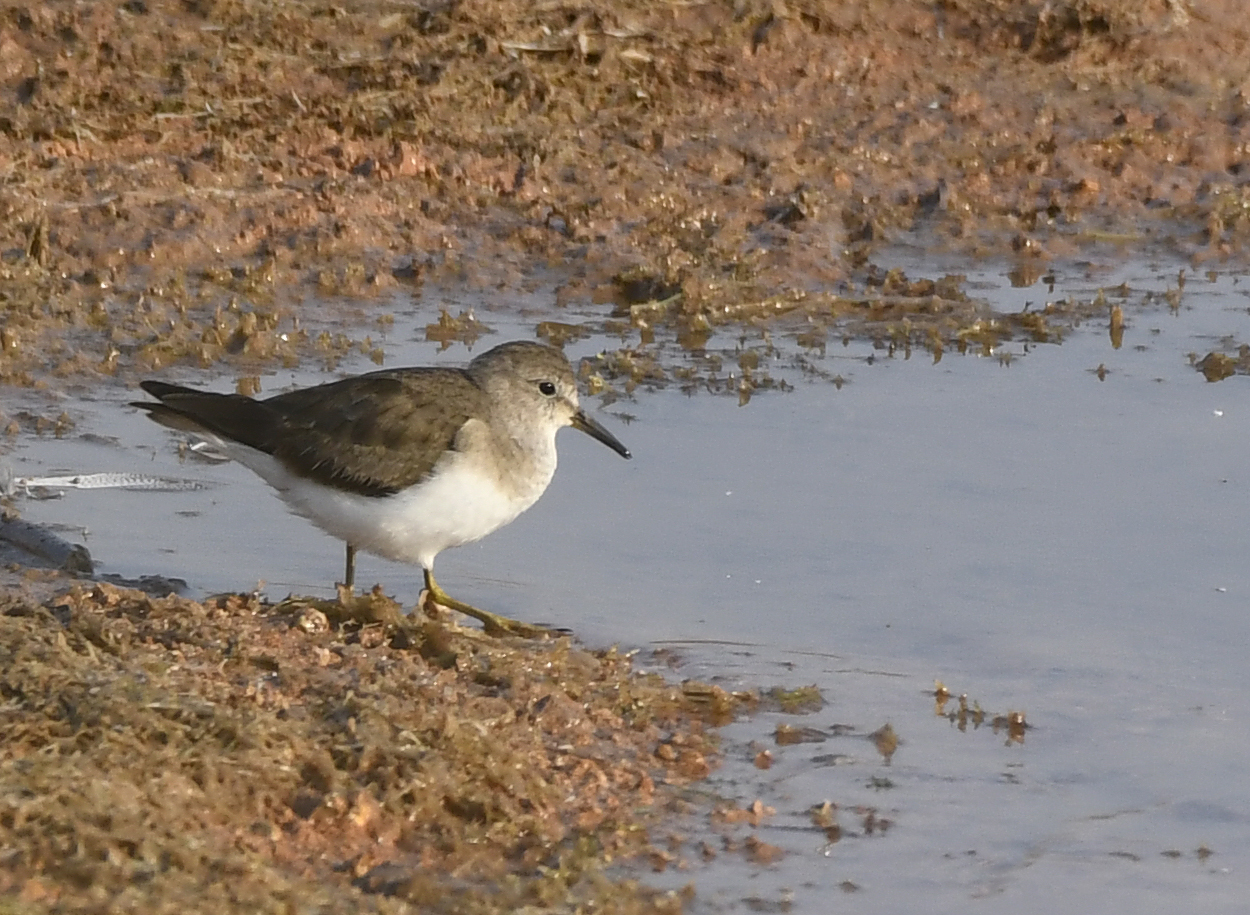
在賈姆訥格爾，古吉拉特邦, 印度
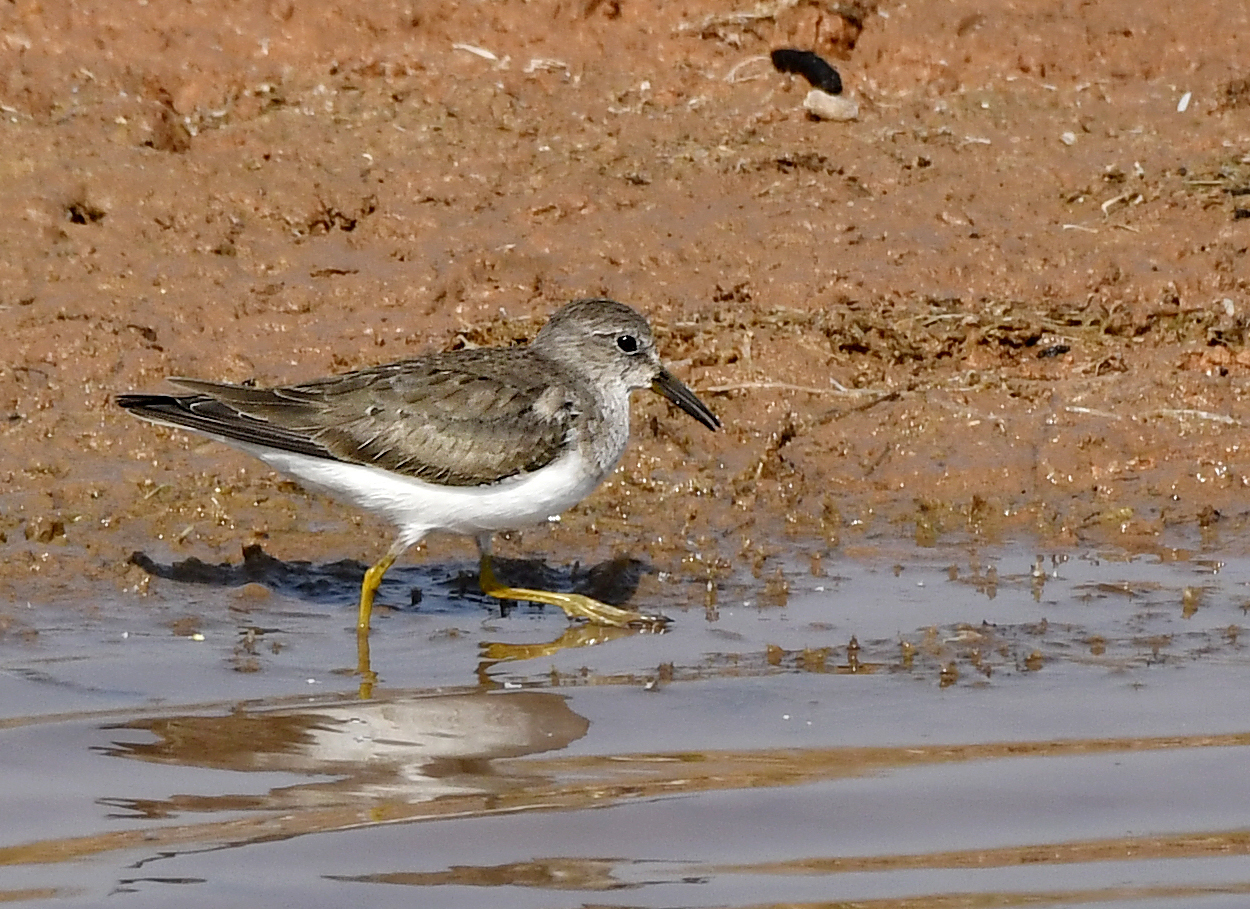
在基賈迪亞鳥類保護區， 古吉拉特邦,  印度